# دیون درنا بلیو
دیون درنا بلیو (انگلیسی: Dion Drena Beljo؛ زادهٔ ۱ مارس ۲۰۰۲) بازیکن فوتبال است.
وی همچنین در تیم‌های ملی فوتبال زیر ۲۱ سال کرواسی و کرواسی بازی کرده‌است.